# Impresión planográfica
La impresión planográfica o planografía es un término genérico utilizado para definir la litografía.
Los procesos de configuración de la imagen planográfica se caracterizan por la definición de la imagen a partir de un dibujo con un material graso, que al entrar en contacto con la superficie plana, generalmente piedra (litografía)  o zinc se fijan de manera más o menos permanente. Para lograr la fijación y transferencia de la imagen dibujada se somete la superficie dibujada a un baño de ácidos capaces de aumentar la capacidad receptiva de grasa de la zona dibujada y la retención de agua en las zonas no dibujadas. 
En el proceso de impresión se mantiene húmeda la superficie, y se pasa repetidas veces un rodillo con tinta grasa que se fija en el dibujo. El agua rechaza la tinta grasa, manteniendo las zonas blancas.
Finalmente se procede a transferir la imagen al papel por medio de una prensa que ejerce presión regular sobre el papel que está en contacto con la superficie.
Existen dos sistemas principales de impresión:
- Offset húmedo: mediante este sistema, la tinta se traslada de forma indirecta desde la impresora hasta el soporte, mediante un sistema de cilindros. Esta técnica está basada en el principio del entintado procedente de la litografía, mediante el que se lograba la impresión a través de la repulsión entre grasa y agua, ya que las tintas utilizadas en esta técnica son grasas. Se trata de un sistema complejo, pero consigue un equilibrio entre las partes de tinta y de agua.
- Offset seco: llamada así por tratarse de una técnica que utiliza silicona en lugar de agua, lo que permite distinguir las áreas impresoras de la plancha. Para llevar a cabo esta técnica, se utilizan planchas especiales, cubiertas por una capa de silicona.

- Datos: Q5687214